# Colomastix heardi
Colomastix heardi är en kräftdjursart som beskrevs av LeCroy 1995. Colomastix heardi ingår i släktet Colomastix och familjen Colomastigidae. Inga underarter finns listade i Catalogue of Life.